# 東置賜郡

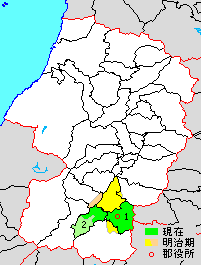
山形県東置賜郡の範囲（1.高畠町 2.川西町 薄緑：後に他郡から編入した区域 薄黄：後に他郡に編入された区域）

東置賜郡（ひがしおきたまぐん）は、山形県の郡。
人口33,924人、面積346.86km²、人口密度97.8人/km²。（2025年3月1日、推計人口）
以下の2町を含む。
- 高畠町（たかはたまち）
- 川西町（かわにしまち）

## 郡域
1878年（明治11年）に行政区画として発足した当時の郡域は、下記の区域にあたる。
- 南陽市
- 米沢市の一部（川井・木和田・新井・長手・上新田・下新田・浅川・万世町金谷）
- 長井市の一部（今泉・歌丸・河井・上伊佐沢・中伊佐沢・下伊佐沢・芦沢および日の出町の一部）
- 上山市の一部（中山）
- 高畠町
- 川西町の一部（時田・上小松以北[1]）

## 歴史

### 郡発足までの沿革
- 幕末時点では出羽国に所属し、全域が米沢藩領であった。「旧高旧領取調帳」に記載されている、置賜郡のうち後の本郡域の明治初年時点での村は以下の通り。（113村）

上小松村、中小松村、黒川村、高豆蒄村、下小松村、窪田村、上平柳村、蛇口村、小其塚村、糠野目村、福沢村、山崎村、夏刈村、坂井村、西落合村、中落合村、長瀞村、法師柳村、郡山村、若狭郷屋村、島貫村、中目村、蒲生田村、萩生田村、大塚村、西大塚村、東大塚村、大石村、伊佐沢村、上伊佐沢村、下伊佐沢村、芦沢村、今泉村、河井村、歌丸村、羽付村、梨郷村、和田村、竹原村、石岡村、津久茂村、大橋村、椚塚村、長岡村、俎柳村、尾長島村、下平柳村、堀金村、時田村、莅村、吉田村、高山村、洲島村、赤湯村、金沢村、松沢村、中山村、三間通村、二色根村、鍋田村、高梨村、沖田村、宮崎村、関根村、露橋村、砂塚村、漆山村、池黒村、宮内村、金山村、荻村、下荻村、太郎村、小滝村、金谷村、木和田村、川井村、長手村、浅川村、上新田村、下新田村、佐沢村、馬頭村、上和田村、北和田村、中和田村、下和田村、露藤村、入生田村、船橋村、亀岡村、高畠村、泉岡村、塩森村、高安村、小郡山村、金原村、安久津村、二井宿村、中里村、相森村、柏木目村、一本柳村、川沼村、三条目村、深沼村、竹森村、根岸村、時沢村、小岩沢村、川樋村、新田村、竹井村
- 明治元年12月7日（1869年1月19日） - 出羽国が分割され、置賜郡は羽前国の所属となる。
- 明治2年（1869年） - 中山村より元中山村が分立。（114村）
- 明治4年
  - 7月14日（1871年8月19日） - 廃藩置県により藩領が米沢県となる。
  - 11月2日（1871年12月13日） - 第1次府県統合により置賜県の管轄となる。
- 明治9年（1876年）8月21日 - 第2次府県統合により山形県の管轄となる。
- 明治8年（1875年） - 大石村が上伊佐沢村に合併。（113村）
- 明治10年（1877年） - 金沢村・松沢村が赤湯村に合併。（111村）

### 郡発足後の沿革
- 明治11年（1878年）11月1日 - 郡区町村編制法の山形県での施行により、置賜郡のうち111村に行政区画としての東置賜郡が発足。郡役所が高畠村に設置。
- 明治14年（1881年）（107村）
  - 小松村より中小松村が分村。
  - 中目村・鍋田村が合併して田中村となる。
  - 下伊佐沢村・芦沢村が伊佐沢村に、下荻村が荻村に、新田村が川樋村にそれぞれ合併。
- 明治15年（1882年）（105村）
  - 夏刈村・津久茂村が合併して夏茂村となる。
  - 北和田村・中和田村が合併して元和田村となる。

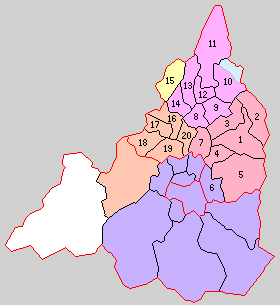
1.高畑村 2.二井宿村 3.屋代村 4.亀岡村 5.和田村 6.上郷村 7.糠野目村 8.沖郷村 9.赤湯村 10.中川村 11.吉野村 12.宮内町 13.漆山村 14.梨郷村 15.伊佐沢村 16.大塚村 17.犬川村 18.小松村 19.中郡村 20.吉島村（紫：米沢市 桃：南陽市 黄：長井市 水色：上山市 橙：川西町 赤：高畠町）

- 明治22年（1889年）4月1日 - 町村制の施行により以下の町村が発足。（1町19村）
  - 高畠村 ← 高畑村、安久津村、小郡山村、高安村、泉岡村、塩森村、金原村（現・高畠町）
  - 二井宿村（単独村制、現・高畠町）
  - 屋代村 ← 竹森村、根岸村、時沢村、深沼村、一本柳村、三条目村、川沼村、柏木目村、相森村、中里村（現・高畠町）
  - 亀岡村 ← 亀岡村、露藤村、入生田村、船橋村（現・高畠町）
  - 和田村 ← 元和田村、上和田村、下和田村、馬頭村、佐沢村（現・高畠町）
  - 上郷村 ← 川井村、木和田村、竹井村、長手村、上新田村、下新田村、浅川村（現・米沢市）
  - 糠野目村 ← 糠野目村、小其塚村、上平柳村、蛇口村、夏茂村、福沢村、石岡村、大橋村、山崎村（現・高畠町）
  - 沖郷村 ← 宮崎村、萩生田村、中落合村、西落合村、法師柳村、長瀞村、露橋村、坂井村、関根村、郡山村、若狭郷屋村、島貫村、蒲生田村［大部分］、田中村、高梨村、沖田村（現・南陽市）
  - 赤湯村 ← 赤湯村、二色根村、椚塚村、長岡村、三間通村、俎柳村、蒲生田村［一部］（現・南陽市）
  - 中川村 ← 小岩沢村、川樋村、元中山村（現・南陽市）、中山村（現・上山市）
  - 吉野村 ← 荻村、金山村、太郎村、小滝村（現・南陽市）
  - 宮内町（宮内村が単独町制、現・南陽市）
  - 漆山村 ← 漆山村、羽付村、池黒村（現・南陽市）
  - 梨郷村 ← 竹原村、砂塚村、和田村、梨郷村（現・南陽市）
  - 伊佐沢村 ← 伊佐沢村、上伊佐沢村（現・長井市）
  - 大塚村 ← 大塚村、西大塚村、東大塚村（現・川西町）
  - 犬川村 ← 小松村、下小松村、高豆蒄村、黒川村（現・川西町）
  - 小松村 ← 上小松村、中小松村（現・川西町）
  - 中郡村 ← 堀金村、高山村、莅村、時田村、南置賜郡下奥田村（現・川西町）
  - 吉島村 ← 洲島村、下平柳村、尾長島村、吉田村（現・川西町）
  - 金谷村が南置賜郡万世村、窪田村が南置賜郡窪田村、今泉村・歌丸村・河井村が西置賜郡豊田村のそれぞれ一部となる。
- 明治23年（1890年）10月22日 - 小松村が町制施行して小松町となる。（2町18村）
- 明治24年（1891年）
  - 4月1日 - 郡制を施行。
  - 4月14日 - 吉野村の一部（金山）が分立して金山村が発足。（2町19村）
- 明治28年（1895年）12月12日（4町17村）
  - 高畠村が町制施行・改称して高畑町となる[7]。
  - 赤湯村が町制施行して赤湯町となる。
- 明治38年（1905年）1月13日 - 高畑町が改称して高畠町となる。
- 大正12年（1923年）4月1日 - 郡会が廃止。郡役所は存続。
- 大正15年（1926年）7月1日 - 郡役所が廃止。以降は地域区分名称となる。
- 昭和17年（1942年）7月1日 - 「東南置賜地方事務所」が米沢市に設置され、南置賜郡とともに管轄。
- 昭和23年（1948年）4月1日 - 伊佐沢村の所属郡が西置賜郡に変更。（4町16村）
- 昭和29年（1954年）10月1日 - 高畠町・二井宿村・屋代村・亀岡村・和田村が合併して社郷町が発足。（4町12村）
- 昭和30年（1955年）
  - 1月1日 - 小松町・中郡村・犬川村・大塚村が南置賜郡玉庭村と合併して川西町が発足。（4町9村）
  - 2月1日（4町4村）
    - 宮内町・漆山村・吉野村・金山村が合併し、改めて宮内町が発足。
    - 吉島村が川西町に編入。
    - 上郷村が米沢市に編入。

  - 4月1日（4町2村）
    - 社郷町が糠野目村を編入のうえ改称して高畠町となる。
    - 沖郷村・梨郷村が合併して和郷村が発足。

  - 6月10日 - 赤湯町・中川村が合併し、改めて赤湯町が発足。（4町1村）
- 昭和32年（1957年）3月21日 - 赤湯町の一部（中山）が上山市に編入。
- 昭和42年（1967年）4月1日 - 宮内町・赤湯町・和郷村が合併して南陽市が発足し、郡より離脱。（2町）
- 平成13年（2001年） - 東南置賜地方事務所が廃止。「置賜総合支庁」が米沢市に設置され、米沢市・長井市・南陽市・西置賜郡とともに管轄。

### 変遷表
| 明治以前   | 明治初年 - 明治11年   | 明治11年 東置賜郡発足 | 明治11年 - 明治22年       | 明治11年 - 明治22年       | 明治22年 4月1日 町村制施行 | 明治22年 - 明治32年              | 明治33年 - 昭和24年                      | 昭和25年 - 昭和39年           | 昭和30年 - 昭和39年                         | 昭和30年 - 昭和39年         | 昭和40年 - 現在       | 現在   |
| ---------- | --------------------- | --------------------- | ------------------------- | ------------------------- | -------------------------- | -------------------------------- | ---------------------------------------- | ----------------------------- | ------------------------------------------- | --------------------------- | --------------------- | ------ |
| 中山村     | 中山村                | 中山村                | 中山村                    | 中山村                    | 中川村                     | 中川村                           | 中川村                                   | 中川村                        | 昭和30年6月30日 赤湯町                      | 昭和32年1月1日 上山市に編入 | 上山市                | 上山市 |
| 中山村     | 明治2年 分立 元中山村 | 元中山村              | 元中山村                  | 元中山村                  | 中川村                     | 中川村                           | 中川村                                   | 中川村                        | 昭和30年6月30日 赤湯町                      | 赤湯町                      | 昭和42年4月1日 南陽市 | 南陽市 |
| 小岩沢村   | 小岩沢村              | 小岩沢村              | 小岩沢村                  | 小岩沢村                  | 中川村                     | 中川村                           | 中川村                                   | 中川村                        | 昭和30年6月30日 赤湯町                      | 赤湯町                      | 昭和42年4月1日 南陽市 | 南陽市 |
| 川樋村     | 川樋村                | 川樋村                | 明治14年 川樋村           | 明治14年 川樋村           | 中川村                     | 中川村                           | 中川村                                   | 中川村                        | 昭和30年6月30日 赤湯町                      | 赤湯町                      | 昭和42年4月1日 南陽市 | 南陽市 |
| 新田村     | 新田村                | 新田村                | 明治14年 川樋村           | 明治14年 川樋村           | 中川村                     | 中川村                           | 中川村                                   | 中川村                        | 昭和30年6月30日 赤湯町                      | 赤湯町                      | 昭和42年4月1日 南陽市 | 南陽市 |
| 赤湯村     | 明治10年 赤湯村       | 赤湯村                | 赤湯村                    | 赤湯村                    | 赤湯村                     | 明治28年12月12日 町制 赤湯町     | 赤湯町                                   | 赤湯町                        | 昭和30年6月30日 赤湯町                      | 赤湯町                      | 昭和42年4月1日 南陽市 | 南陽市 |
| 金沢村     | 明治10年 赤湯村       | 赤湯村                | 赤湯村                    | 赤湯村                    | 赤湯村                     | 明治28年12月12日 町制 赤湯町     | 赤湯町                                   | 赤湯町                        | 昭和30年6月30日 赤湯町                      | 赤湯町                      | 昭和42年4月1日 南陽市 | 南陽市 |
| 松沢村     | 明治10年 赤湯村       | 赤湯村                | 赤湯村                    | 赤湯村                    | 赤湯村                     | 明治28年12月12日 町制 赤湯町     | 赤湯町                                   | 赤湯町                        | 昭和30年6月30日 赤湯町                      | 赤湯町                      | 昭和42年4月1日 南陽市 | 南陽市 |
| 二色根村   | 二色根村              | 二色根村              | 二色根村                  | 二色根村                  | 赤湯村                     | 明治28年12月12日 町制 赤湯町     | 赤湯町                                   | 赤湯町                        | 昭和30年6月30日 赤湯町                      | 赤湯町                      | 昭和42年4月1日 南陽市 | 南陽市 |
| 椚塚村     | 椚塚村                | 椚塚村                | 椚塚村                    | 椚塚村                    | 赤湯村                     | 明治28年12月12日 町制 赤湯町     | 赤湯町                                   | 赤湯町                        | 昭和30年6月30日 赤湯町                      | 赤湯町                      | 昭和42年4月1日 南陽市 | 南陽市 |
| 長岡村     | 長岡村                | 長岡村                | 長岡村                    | 長岡村                    | 赤湯村                     | 明治28年12月12日 町制 赤湯町     | 赤湯町                                   | 赤湯町                        | 昭和30年6月30日 赤湯町                      | 赤湯町                      | 昭和42年4月1日 南陽市 | 南陽市 |
| 三間通村   | 三間通村              | 三間通村              | 三間通村                  | 三間通村                  | 赤湯村                     | 明治28年12月12日 町制 赤湯町     | 赤湯町                                   | 赤湯町                        | 昭和30年6月30日 赤湯町                      | 赤湯町                      | 昭和42年4月1日 南陽市 | 南陽市 |
| 俎柳村     | 俎柳村                | 俎柳村                | 俎柳村                    | 俎柳村                    | 赤湯村                     | 明治28年12月12日 町制 赤湯町     | 赤湯町                                   | 赤湯町                        | 昭和30年6月30日 赤湯町                      | 赤湯町                      | 昭和42年4月1日 南陽市 | 南陽市 |
| 蒲生田村   | 蒲生田村              | 蒲生田村              | 蒲生田村                  | 一部                      | 赤湯村                     | 明治28年12月12日 町制 赤湯町     | 赤湯町                                   | 赤湯町                        | 昭和30年6月30日 赤湯町                      | 赤湯町                      | 昭和42年4月1日 南陽市 | 南陽市 |
| 蒲生田村   | 蒲生田村              | 蒲生田村              | 蒲生田村                  | 大部分                    | 沖郷村                     | 沖郷村                           | 沖郷村                                   | 沖郷村                        | 昭和30年4月1日 和郷村                       | 昭和30年4月1日 和郷村       | 昭和42年4月1日 南陽市 | 南陽市 |
| 宮崎村     | 宮崎村                | 宮崎村                | 宮崎村                    | 宮崎村                    | 沖郷村                     | 沖郷村                           | 沖郷村                                   | 沖郷村                        | 昭和30年4月1日 和郷村                       | 昭和30年4月1日 和郷村       | 昭和42年4月1日 南陽市 | 南陽市 |
| 萩生田村   | 萩生田村              | 萩生田村              | 萩生田村                  | 萩生田村                  | 沖郷村                     | 沖郷村                           | 沖郷村                                   | 沖郷村                        | 昭和30年4月1日 和郷村                       | 昭和30年4月1日 和郷村       | 昭和42年4月1日 南陽市 | 南陽市 |
| 中落合村   | 中落合村              | 中落合村              | 中落合村                  | 中落合村                  | 沖郷村                     | 沖郷村                           | 沖郷村                                   | 沖郷村                        | 昭和30年4月1日 和郷村                       | 昭和30年4月1日 和郷村       | 昭和42年4月1日 南陽市 | 南陽市 |
| 西落合村   | 西落合村              | 西落合村              | 西落合村                  | 西落合村                  | 沖郷村                     | 沖郷村                           | 沖郷村                                   | 沖郷村                        | 昭和30年4月1日 和郷村                       | 昭和30年4月1日 和郷村       | 昭和42年4月1日 南陽市 | 南陽市 |
| 法師柳村   | 法師柳村              | 法師柳村              | 法師柳村                  | 法師柳村                  | 沖郷村                     | 沖郷村                           | 沖郷村                                   | 沖郷村                        | 昭和30年4月1日 和郷村                       | 昭和30年4月1日 和郷村       | 昭和42年4月1日 南陽市 | 南陽市 |
| 長瀞村     | 長瀞村                | 長瀞村                | 長瀞村                    | 長瀞村                    | 沖郷村                     | 沖郷村                           | 沖郷村                                   | 沖郷村                        | 昭和30年4月1日 和郷村                       | 昭和30年4月1日 和郷村       | 昭和42年4月1日 南陽市 | 南陽市 |
| 露橋村     | 露橋村                | 露橋村                | 露橋村                    | 露橋村                    | 沖郷村                     | 沖郷村                           | 沖郷村                                   | 沖郷村                        | 昭和30年4月1日 和郷村                       | 昭和30年4月1日 和郷村       | 昭和42年4月1日 南陽市 | 南陽市 |
| 坂井村     | 坂井村                | 坂井村                | 坂井村                    | 坂井村                    | 沖郷村                     | 沖郷村                           | 沖郷村                                   | 沖郷村                        | 昭和30年4月1日 和郷村                       | 昭和30年4月1日 和郷村       | 昭和42年4月1日 南陽市 | 南陽市 |
| 関根村     | 関根村                | 関根村                | 関根村                    | 関根村                    | 沖郷村                     | 沖郷村                           | 沖郷村                                   | 沖郷村                        | 昭和30年4月1日 和郷村                       | 昭和30年4月1日 和郷村       | 昭和42年4月1日 南陽市 | 南陽市 |
| 郡山村     | 郡山村                | 郡山村                | 郡山村                    | 郡山村                    | 沖郷村                     | 沖郷村                           | 沖郷村                                   | 沖郷村                        | 昭和30年4月1日 和郷村                       | 昭和30年4月1日 和郷村       | 昭和42年4月1日 南陽市 | 南陽市 |
| 若狭郷屋村 | 若狭郷屋村            | 若狭郷屋村            | 若狭郷屋村                | 若狭郷屋村                | 沖郷村                     | 沖郷村                           | 沖郷村                                   | 沖郷村                        | 昭和30年4月1日 和郷村                       | 昭和30年4月1日 和郷村       | 昭和42年4月1日 南陽市 | 南陽市 |
| 島貫村     | 島貫村                | 島貫村                | 島貫村                    | 島貫村                    | 沖郷村                     | 沖郷村                           | 沖郷村                                   | 沖郷村                        | 昭和30年4月1日 和郷村                       | 昭和30年4月1日 和郷村       | 昭和42年4月1日 南陽市 | 南陽市 |
| 中目村     | 中目村                | 中目村                | 明治14年 田中村           | 明治14年 田中村           | 沖郷村                     | 沖郷村                           | 沖郷村                                   | 沖郷村                        | 昭和30年4月1日 和郷村                       | 昭和30年4月1日 和郷村       | 昭和42年4月1日 南陽市 | 南陽市 |
| 鍋田村     | 鍋田村                | 鍋田村                | 明治14年 田中村           | 明治14年 田中村           | 沖郷村                     | 沖郷村                           | 沖郷村                                   | 沖郷村                        | 昭和30年4月1日 和郷村                       | 昭和30年4月1日 和郷村       | 昭和42年4月1日 南陽市 | 南陽市 |
| 高梨村     | 高梨村                | 高梨村                | 高梨村                    | 高梨村                    | 沖郷村                     | 沖郷村                           | 沖郷村                                   | 沖郷村                        | 昭和30年4月1日 和郷村                       | 昭和30年4月1日 和郷村       | 昭和42年4月1日 南陽市 | 南陽市 |
| 沖田村     | 沖田村                | 沖田村                | 沖田村                    | 沖田村                    | 沖郷村                     | 沖郷村                           | 沖郷村                                   | 沖郷村                        | 昭和30年4月1日 和郷村                       | 昭和30年4月1日 和郷村       | 昭和42年4月1日 南陽市 | 南陽市 |
| 竹原村     | 竹原村                | 竹原村                | 竹原村                    | 竹原村                    | 梨郷村                     | 梨郷村                           | 梨郷村                                   | 梨郷村                        | 昭和30年4月1日 和郷村                       | 昭和30年4月1日 和郷村       | 昭和42年4月1日 南陽市 | 南陽市 |
| 砂塚村     | 砂塚村                | 砂塚村                | 砂塚村                    | 砂塚村                    | 梨郷村                     | 梨郷村                           | 梨郷村                                   | 梨郷村                        | 昭和30年4月1日 和郷村                       | 昭和30年4月1日 和郷村       | 昭和42年4月1日 南陽市 | 南陽市 |
| 和田村     | 和田村                | 和田村                | 和田村                    | 和田村                    | 梨郷村                     | 梨郷村                           | 梨郷村                                   | 梨郷村                        | 昭和30年4月1日 和郷村                       | 昭和30年4月1日 和郷村       | 昭和42年4月1日 南陽市 | 南陽市 |
| 梨郷村     | 梨郷村                | 梨郷村                | 梨郷村                    | 梨郷村                    | 梨郷村                     | 梨郷村                           | 梨郷村                                   | 梨郷村                        | 昭和30年4月1日 和郷村                       | 昭和30年4月1日 和郷村       | 昭和42年4月1日 南陽市 | 南陽市 |
| 宮内村     | 宮内村                | 宮内村                | 宮内村                    | 宮内村                    | 宮内町                     | 宮内町                           | 宮内町                                   | 宮内町                        | 昭和30年2月1日 宮内町                       | 昭和30年2月1日 宮内町       | 昭和42年4月1日 南陽市 | 南陽市 |
| 漆山村     | 漆山村                | 漆山村                | 漆山村                    | 漆山村                    | 漆山村                     | 漆山村                           | 漆山村                                   | 漆山村                        | 昭和30年2月1日 宮内町                       | 昭和30年2月1日 宮内町       | 昭和42年4月1日 南陽市 | 南陽市 |
| 羽付村     | 羽付村                | 羽付村                | 羽付村                    | 羽付村                    | 漆山村                     | 漆山村                           | 漆山村                                   | 漆山村                        | 昭和30年2月1日 宮内町                       | 昭和30年2月1日 宮内町       | 昭和42年4月1日 南陽市 | 南陽市 |
| 池黒村     | 池黒村                | 池黒村                | 池黒村                    | 池黒村                    | 漆山村                     | 漆山村                           | 漆山村                                   | 漆山村                        | 昭和30年2月1日 宮内町                       | 昭和30年2月1日 宮内町       | 昭和42年4月1日 南陽市 | 南陽市 |
| 荻村       | 荻村                  | 荻村                  | 明治14年 荻村             | 明治14年 荻村             | 吉野村                     | 吉野村                           | 吉野村                                   | 吉野村                        | 昭和30年2月1日 宮内町                       | 昭和30年2月1日 宮内町       | 昭和42年4月1日 南陽市 | 南陽市 |
| 下荻村     | 下荻村                | 下荻村                | 明治14年 荻村             | 明治14年 荻村             | 吉野村                     | 吉野村                           | 吉野村                                   | 吉野村                        | 昭和30年2月1日 宮内町                       | 昭和30年2月1日 宮内町       | 昭和42年4月1日 南陽市 | 南陽市 |
| 太郎村     | 太郎村                | 太郎村                | 太郎村                    | 太郎村                    | 吉野村                     | 吉野村                           | 吉野村                                   | 吉野村                        | 昭和30年2月1日 宮内町                       | 昭和30年2月1日 宮内町       | 昭和42年4月1日 南陽市 | 南陽市 |
| 小滝村     | 小滝村                | 小滝村                | 小滝村                    | 小滝村                    | 吉野村                     | 吉野村                           | 吉野村                                   | 吉野村                        | 昭和30年2月1日 宮内町                       | 昭和30年2月1日 宮内町       | 昭和42年4月1日 南陽市 | 南陽市 |
| 金山村     | 金山村                | 金山村                | 金山村                    | 金山村                    | 吉野村                     | 明治24年4月14日 分立 金山村      | 金山村                                   | 金山村                        | 昭和30年2月1日 宮内町                       | 昭和30年2月1日 宮内町       | 昭和42年4月1日 南陽市 | 南陽市 |
| 高畑村     | 高畑村                | 高畑村                | 高畑村                    | 高畑村                    | 高畠村                     | 明治28年12月12日 町制改称 高畑町 | 明治38年1月 改称 高畠町                  | 昭和29年10月1日 社郷町        | 昭和30年4月1日 改称 高畠町                  | 高畠町                      | 高畠町                | 高畠町 |
| 安久津村   | 安久津村              | 安久津村              | 安久津村                  | 安久津村                  | 高畠村                     | 明治28年12月12日 町制改称 高畑町 | 明治38年1月 改称 高畠町                  | 昭和29年10月1日 社郷町        | 昭和30年4月1日 改称 高畠町                  | 高畠町                      | 高畠町                | 高畠町 |
| 小郡山村   | 小郡山村              | 小郡山村              | 小郡山村                  | 小郡山村                  | 高畠村                     | 明治28年12月12日 町制改称 高畑町 | 明治38年1月 改称 高畠町                  | 昭和29年10月1日 社郷町        | 昭和30年4月1日 改称 高畠町                  | 高畠町                      | 高畠町                | 高畠町 |
| 高安村     | 高安村                | 高安村                | 高安村                    | 高安村                    | 高畠村                     | 明治28年12月12日 町制改称 高畑町 | 明治38年1月 改称 高畠町                  | 昭和29年10月1日 社郷町        | 昭和30年4月1日 改称 高畠町                  | 高畠町                      | 高畠町                | 高畠町 |
| 泉岡村     | 泉岡村                | 泉岡村                | 泉岡村                    | 泉岡村                    | 高畠村                     | 明治28年12月12日 町制改称 高畑町 | 明治38年1月 改称 高畠町                  | 昭和29年10月1日 社郷町        | 昭和30年4月1日 改称 高畠町                  | 高畠町                      | 高畠町                | 高畠町 |
| 塩森村     | 塩森村                | 塩森村                | 塩森村                    | 塩森村                    | 高畠村                     | 明治28年12月12日 町制改称 高畑町 | 明治38年1月 改称 高畠町                  | 昭和29年10月1日 社郷町        | 昭和30年4月1日 改称 高畠町                  | 高畠町                      | 高畠町                | 高畠町 |
| 金原村     | 金原村                | 金原村                | 金原村                    | 金原村                    | 高畠村                     | 明治28年12月12日 町制改称 高畑町 | 明治38年1月 改称 高畠町                  | 昭和29年10月1日 社郷町        | 昭和30年4月1日 改称 高畠町                  | 高畠町                      | 高畠町                | 高畠町 |
| 二井宿村   | 二井宿村              | 二井宿村              | 二井宿村                  | 二井宿村                  | 二井宿村                   | 二井宿村                         | 二井宿村                                 | 昭和29年10月1日 社郷町        | 昭和30年4月1日 改称 高畠町                  | 高畠町                      | 高畠町                | 高畠町 |
| 竹森村     | 竹森村                | 竹森村                | 竹森村                    | 竹森村                    | 屋代村                     | 屋代村                           | 屋代村                                   | 昭和29年10月1日 社郷町        | 昭和30年4月1日 改称 高畠町                  | 高畠町                      | 高畠町                | 高畠町 |
| 根岸村     | 根岸村                | 根岸村                | 根岸村                    | 根岸村                    | 屋代村                     | 屋代村                           | 屋代村                                   | 昭和29年10月1日 社郷町        | 昭和30年4月1日 改称 高畠町                  | 高畠町                      | 高畠町                | 高畠町 |
| 時沢村     | 時沢村                | 時沢村                | 時沢村                    | 時沢村                    | 屋代村                     | 屋代村                           | 屋代村                                   | 昭和29年10月1日 社郷町        | 昭和30年4月1日 改称 高畠町                  | 高畠町                      | 高畠町                | 高畠町 |
| 深沼村     | 深沼村                | 深沼村                | 深沼村                    | 深沼村                    | 屋代村                     | 屋代村                           | 屋代村                                   | 昭和29年10月1日 社郷町        | 昭和30年4月1日 改称 高畠町                  | 高畠町                      | 高畠町                | 高畠町 |
| 一本柳村   | 一本柳村              | 一本柳村              | 一本柳村                  | 一本柳村                  | 屋代村                     | 屋代村                           | 屋代村                                   | 昭和29年10月1日 社郷町        | 昭和30年4月1日 改称 高畠町                  | 高畠町                      | 高畠町                | 高畠町 |
| 三条目村   | 三条目村              | 三条目村              | 三条目村                  | 三条目村                  | 屋代村                     | 屋代村                           | 屋代村                                   | 昭和29年10月1日 社郷町        | 昭和30年4月1日 改称 高畠町                  | 高畠町                      | 高畠町                | 高畠町 |
| 川沼村     | 川沼村                | 川沼村                | 川沼村                    | 川沼村                    | 屋代村                     | 屋代村                           | 屋代村                                   | 昭和29年10月1日 社郷町        | 昭和30年4月1日 改称 高畠町                  | 高畠町                      | 高畠町                | 高畠町 |
| 柏木目村   | 柏木目村              | 柏木目村              | 柏木目村                  | 柏木目村                  | 屋代村                     | 屋代村                           | 屋代村                                   | 昭和29年10月1日 社郷町        | 昭和30年4月1日 改称 高畠町                  | 高畠町                      | 高畠町                | 高畠町 |
| 相森村     | 相森村                | 相森村                | 相森村                    | 相森村                    | 屋代村                     | 屋代村                           | 屋代村                                   | 昭和29年10月1日 社郷町        | 昭和30年4月1日 改称 高畠町                  | 高畠町                      | 高畠町                | 高畠町 |
| 中里村     | 中里村                | 中里村                | 中里村                    | 中里村                    | 屋代村                     | 屋代村                           | 屋代村                                   | 昭和29年10月1日 社郷町        | 昭和30年4月1日 改称 高畠町                  | 高畠町                      | 高畠町                | 高畠町 |
| 亀岡村     | 亀岡村                | 亀岡村                | 亀岡村                    | 亀岡村                    | 亀岡村                     | 亀岡村                           | 亀岡村                                   | 昭和29年10月1日 社郷町        | 昭和30年4月1日 改称 高畠町                  | 高畠町                      | 高畠町                | 高畠町 |
| 露藤村     | 露藤村                | 露藤村                | 露藤村                    | 露藤村                    | 亀岡村                     | 亀岡村                           | 亀岡村                                   | 昭和29年10月1日 社郷町        | 昭和30年4月1日 改称 高畠町                  | 高畠町                      | 高畠町                | 高畠町 |
| 入生田村   | 入生田村              | 入生田村              | 入生田村                  | 入生田村                  | 亀岡村                     | 亀岡村                           | 亀岡村                                   | 昭和29年10月1日 社郷町        | 昭和30年4月1日 改称 高畠町                  | 高畠町                      | 高畠町                | 高畠町 |
| 船橋村     | 船橋村                | 船橋村                | 船橋村                    | 船橋村                    | 亀岡村                     | 亀岡村                           | 亀岡村                                   | 昭和29年10月1日 社郷町        | 昭和30年4月1日 改称 高畠町                  | 高畠町                      | 高畠町                | 高畠町 |
| 北和田村   | 北和田村              | 北和田村              | 明治15年 元和田村         | 明治15年 元和田村         | 和田村                     | 和田村                           | 和田村                                   | 昭和29年10月1日 社郷町        | 昭和30年4月1日 改称 高畠町                  | 高畠町                      | 高畠町                | 高畠町 |
| 中和田村   | 中和田村              | 中和田村              | 明治15年 元和田村         | 明治15年 元和田村         | 和田村                     | 和田村                           | 和田村                                   | 昭和29年10月1日 社郷町        | 昭和30年4月1日 改称 高畠町                  | 高畠町                      | 高畠町                | 高畠町 |
| 上和田村   | 上和田村              | 上和田村              | 上和田村                  | 上和田村                  | 和田村                     | 和田村                           | 和田村                                   | 昭和29年10月1日 社郷町        | 昭和30年4月1日 改称 高畠町                  | 高畠町                      | 高畠町                | 高畠町 |
| 下和田村   | 下和田村              | 下和田村              | 下和田村                  | 下和田村                  | 和田村                     | 和田村                           | 和田村                                   | 昭和29年10月1日 社郷町        | 昭和30年4月1日 改称 高畠町                  | 高畠町                      | 高畠町                | 高畠町 |
| 馬頭村     | 馬頭村                | 馬頭村                | 馬頭村                    | 馬頭村                    | 和田村                     | 和田村                           | 和田村                                   | 昭和29年10月1日 社郷町        | 昭和30年4月1日 改称 高畠町                  | 高畠町                      | 高畠町                | 高畠町 |
| 佐沢村     | 佐沢村                | 佐沢村                | 佐沢村                    | 佐沢村                    | 和田村                     | 和田村                           | 和田村                                   | 昭和29年10月1日 社郷町        | 昭和30年4月1日 改称 高畠町                  | 高畠町                      | 高畠町                | 高畠町 |
| 糠野目村   | 糠野目村              | 糠野目村              | 糠野目村                  | 糠野目村                  | 糠野目村                   | 糠野目村                         | 糠野目村                                 | 糠野目村                      | 昭和30年4月1日 社郷町に編入 即日改称 高畠町 | 高畠町                      | 高畠町                | 高畠町 |
| 小其塚村   | 小其塚村              | 小其塚村              | 小其塚村                  | 小其塚村                  | 糠野目村                   | 糠野目村                         | 糠野目村                                 | 糠野目村                      | 昭和30年4月1日 社郷町に編入 即日改称 高畠町 | 高畠町                      | 高畠町                | 高畠町 |
| 上平柳村   | 上平柳村              | 上平柳村              | 上平柳村                  | 上平柳村                  | 糠野目村                   | 糠野目村                         | 糠野目村                                 | 糠野目村                      | 昭和30年4月1日 社郷町に編入 即日改称 高畠町 | 高畠町                      | 高畠町                | 高畠町 |
| 蛇口村     | 蛇口村                | 蛇口村                | 蛇口村                    | 蛇口村                    | 糠野目村                   | 糠野目村                         | 糠野目村                                 | 糠野目村                      | 昭和30年4月1日 社郷町に編入 即日改称 高畠町 | 高畠町                      | 高畠町                | 高畠町 |
| 夏刈村     | 夏刈村                | 夏刈村                | 明治15年 夏茂村           | 明治15年 夏茂村           | 糠野目村                   | 糠野目村                         | 糠野目村                                 | 糠野目村                      | 昭和30年4月1日 社郷町に編入 即日改称 高畠町 | 高畠町                      | 高畠町                | 高畠町 |
| 津久茂村   | 津久茂村              | 津久茂村              | 明治15年 夏茂村           | 明治15年 夏茂村           | 糠野目村                   | 糠野目村                         | 糠野目村                                 | 糠野目村                      | 昭和30年4月1日 社郷町に編入 即日改称 高畠町 | 高畠町                      | 高畠町                | 高畠町 |
| 福沢村     | 福沢村                | 福沢村                | 福沢村                    | 福沢村                    | 糠野目村                   | 糠野目村                         | 糠野目村                                 | 糠野目村                      | 昭和30年4月1日 社郷町に編入 即日改称 高畠町 | 高畠町                      | 高畠町                | 高畠町 |
| 石岡村     | 石岡村                | 石岡村                | 石岡村                    | 石岡村                    | 糠野目村                   | 糠野目村                         | 糠野目村                                 | 糠野目村                      | 昭和30年4月1日 社郷町に編入 即日改称 高畠町 | 高畠町                      | 高畠町                | 高畠町 |
| 大橋村     | 大橋村                | 大橋村                | 大橋村                    | 大橋村                    | 糠野目村                   | 糠野目村                         | 糠野目村                                 | 糠野目村                      | 昭和30年4月1日 社郷町に編入 即日改称 高畠町 | 高畠町                      | 高畠町                | 高畠町 |
| 山崎村     | 山崎村                | 山崎村                | 山崎村                    | 山崎村                    | 糠野目村                   | 糠野目村                         | 糠野目村                                 | 糠野目村                      | 昭和30年4月1日 社郷町に編入 即日改称 高畠町 | 高畠町                      | 高畠町                | 高畠町 |
| 上小松村   | 上小松村              | 上小松村              | 上小松村                  | 上小松村                  | 小松村                     | 明治23年10月22日 町制 小松町     | 小松町                                   | 小松町                        | 昭和30年1月1日 川西町                       | 川西町                      | 川西町                | 川西町 |
| 小松村     | 小松村                | 小松村                | 明治14年 分立 中小松村    | 明治14年 分立 中小松村    | 小松村                     | 明治23年10月22日 町制 小松町     | 小松町                                   | 小松町                        | 昭和30年1月1日 川西町                       | 川西町                      | 川西町                | 川西町 |
| 小松村     | 小松村                | 小松村                | 小松村                    | 小松村                    | 犬川村                     | 犬川村                           | 犬川村                                   | 犬川村                        | 昭和30年1月1日 川西町                       | 川西町                      | 川西町                | 川西町 |
| 下小松村   | 下小松村              | 下小松村              | 下小松村                  | 下小松村                  | 犬川村                     | 犬川村                           | 犬川村                                   | 犬川村                        | 昭和30年1月1日 川西町                       | 川西町                      | 川西町                | 川西町 |
| 高豆蒄村   | 高豆蒄村              | 高豆蒄村              | 高豆蒄村                  | 高豆蒄村                  | 犬川村                     | 犬川村                           | 犬川村                                   | 犬川村                        | 昭和30年1月1日 川西町                       | 川西町                      | 川西町                | 川西町 |
| 黒川村     | 黒川村                | 黒川村                | 黒川村                    | 黒川村                    | 犬川村                     | 犬川村                           | 犬川村                                   | 犬川村                        | 昭和30年1月1日 川西町                       | 川西町                      | 川西町                | 川西町 |
| 大塚村     | 大塚村                | 大塚村                | 大塚村                    | 大塚村                    | 大塚村                     | 大塚村                           | 大塚村                                   | 大塚村                        | 昭和30年1月1日 川西町                       | 川西町                      | 川西町                | 川西町 |
| 西大塚村   | 西大塚村              | 西大塚村              | 西大塚村                  | 西大塚村                  | 大塚村                     | 大塚村                           | 大塚村                                   | 大塚村                        | 昭和30年1月1日 川西町                       | 川西町                      | 川西町                | 川西町 |
| 東大塚村   | 東大塚村              | 東大塚村              | 東大塚村                  | 東大塚村                  | 大塚村                     | 大塚村                           | 大塚村                                   | 大塚村                        | 昭和30年1月1日 川西町                       | 川西町                      | 川西町                | 川西町 |
| 堀金村     | 堀金村                | 堀金村                | 堀金村                    | 堀金村                    | 中郡村                     | 中郡村                           | 中郡村                                   | 中郡村                        | 昭和30年1月1日 川西町                       | 川西町                      | 川西町                | 川西町 |
| 高山村     | 高山村                | 高山村                | 高山村                    | 高山村                    | 中郡村                     | 中郡村                           | 中郡村                                   | 中郡村                        | 昭和30年1月1日 川西町                       | 川西町                      | 川西町                | 川西町 |
| 莅村       | 莅村                  | 莅村                  | 莅村                      | 莅村                      | 中郡村                     | 中郡村                           | 中郡村                                   | 中郡村                        | 昭和30年1月1日 川西町                       | 川西町                      | 川西町                | 川西町 |
| 時田村     | 時田村                | 時田村                | 時田村                    | 時田村                    | 中郡村                     | 中郡村                           | 中郡村                                   | 中郡村                        | 昭和30年1月1日 川西町                       | 川西町                      | 川西町                | 川西町 |
| 奥田村     | 奥田村                | 南置賜郡 奥田村       | 明治14年 南置賜郡下奥田村 | 明治14年 南置賜郡下奥田村 | 中郡村                     | 中郡村                           | 中郡村                                   | 中郡村                        | 昭和30年1月1日 川西町                       | 川西町                      | 川西町                | 川西町 |
| 奥田村     | 奥田村                | 南置賜郡 奥田村       | 明治14年 南置賜郡上奥田村 | 明治14年 南置賜郡上奥田村 | 南置賜郡 玉庭村            | 南置賜郡玉庭村                   | 南置賜郡玉庭村                           | 南置賜郡玉庭村                | 昭和30年1月1日 川西町                       | 川西町                      | 川西町                | 川西町 |
| 玉庭村     | 玉庭村                | 南置賜郡 玉庭村       | 南置賜郡玉庭村            | 南置賜郡玉庭村            | 南置賜郡 玉庭村            | 南置賜郡玉庭村                   | 南置賜郡玉庭村                           | 南置賜郡玉庭村                | 昭和30年1月1日 川西町                       | 川西町                      | 川西町                | 川西町 |
| 朴沢村     | 朴沢村                | 南置賜郡 朴沢村       | 南置賜郡朴沢村            | 南置賜郡朴沢村            | 南置賜郡 玉庭村            | 南置賜郡玉庭村                   | 南置賜郡玉庭村                           | 南置賜郡玉庭村                | 昭和30年1月1日 川西町                       | 川西町                      | 川西町                | 川西町 |
| 大舟村     | 大舟村                | 南置賜郡 大舟村       | 南置賜郡大舟村            | 南置賜郡大舟村            | 南置賜郡 玉庭村            | 南置賜郡玉庭村                   | 南置賜郡玉庭村                           | 南置賜郡玉庭村                | 昭和30年1月1日 川西町                       | 川西町                      | 川西町                | 川西町 |
| 洲島村     | 洲島村                | 洲島村                | 洲島村                    | 洲島村                    | 吉島村                     | 吉島村                           | 吉島村                                   | 吉島村                        | 昭和30年2月1日 川西町に編入                 | 川西町                      | 川西町                | 川西町 |
| 下平柳村   | 下平柳村              | 下平柳村              | 下平柳村                  | 下平柳村                  | 吉島村                     | 吉島村                           | 吉島村                                   | 吉島村                        | 昭和30年2月1日 川西町に編入                 | 川西町                      | 川西町                | 川西町 |
| 尾長島村   | 尾長島村              | 尾長島村              | 尾長島村                  | 尾長島村                  | 吉島村                     | 吉島村                           | 吉島村                                   | 吉島村                        | 昭和30年2月1日 川西町に編入                 | 川西町                      | 川西町                | 川西町 |
| 吉田村     | 吉田村                | 吉田村                | 吉田村                    | 吉田村                    | 吉島村                     | 吉島村                           | 吉島村                                   | 吉島村                        | 昭和30年2月1日 川西町に編入                 | 川西町                      | 川西町                | 川西町 |
| 伊佐沢村   | 伊佐沢村              | 伊佐沢村              | 明治14年 伊佐沢村         | 明治14年 伊佐沢村         | 伊佐沢村                   | 伊佐沢村                         | 昭和23年4月1日 所属変更 西置賜郡伊佐沢村 | 昭和29年11月15日 長井市の一部 | 長井市                                      | 長井市                      | 長井市                | 長井市 |
| 下伊佐沢村 | 下伊佐沢村            | 下伊佐沢村            | 明治14年 伊佐沢村         | 明治14年 伊佐沢村         | 伊佐沢村                   | 伊佐沢村                         | 昭和23年4月1日 所属変更 西置賜郡伊佐沢村 | 昭和29年11月15日 長井市の一部 | 長井市                                      | 長井市                      | 長井市                | 長井市 |
| 芦沢村     | 芦沢村                | 芦沢村                | 明治14年 伊佐沢村         | 明治14年 伊佐沢村         | 伊佐沢村                   | 伊佐沢村                         | 昭和23年4月1日 所属変更 西置賜郡伊佐沢村 | 昭和29年11月15日 長井市の一部 | 長井市                                      | 長井市                      | 長井市                | 長井市 |
| 上伊佐沢村 | 明治8年 上伊佐沢村    | 上伊佐沢村            | 上伊佐沢村                | 上伊佐沢村                | 伊佐沢村                   | 伊佐沢村                         | 昭和23年4月1日 所属変更 西置賜郡伊佐沢村 | 昭和29年11月15日 長井市の一部 | 長井市                                      | 長井市                      | 長井市                | 長井市 |
| 大石村     | 明治8年 上伊佐沢村    | 上伊佐沢村            | 上伊佐沢村                | 上伊佐沢村                | 伊佐沢村                   | 伊佐沢村                         | 昭和23年4月1日 所属変更 西置賜郡伊佐沢村 | 昭和29年11月15日 長井市の一部 | 長井市                                      | 長井市                      | 長井市                | 長井市 |
| 川井村     | 川井村                | 川井村                | 川井村                    | 川井村                    | 上郷村                     | 上郷村                           | 上郷村                                   | 上郷村                        | 昭和30年2月1日 米沢市に編入                 | 米沢市                      | 米沢市                | 米沢市 |
| 木和田村   | 木和田村              | 木和田村              | 木和田村                  | 木和田村                  | 上郷村                     | 上郷村                           | 上郷村                                   | 上郷村                        | 昭和30年2月1日 米沢市に編入                 | 米沢市                      | 米沢市                | 米沢市 |
| 竹井村     | 竹井村                | 竹井村                | 竹井村                    | 竹井村                    | 上郷村                     | 上郷村                           | 上郷村                                   | 上郷村                        | 昭和30年2月1日 米沢市に編入                 | 米沢市                      | 米沢市                | 米沢市 |
| 長手村     | 長手村                | 長手村                | 長手村                    | 長手村                    | 上郷村                     | 上郷村                           | 上郷村                                   | 上郷村                        | 昭和30年2月1日 米沢市に編入                 | 米沢市                      | 米沢市                | 米沢市 |
| 上新田村   | 上新田村              | 上新田村              | 上新田村                  | 上新田村                  | 上郷村                     | 上郷村                           | 上郷村                                   | 上郷村                        | 昭和30年2月1日 米沢市に編入                 | 米沢市                      | 米沢市                | 米沢市 |
| 下新田村   | 下新田村              | 下新田村              | 下新田村                  | 下新田村                  | 上郷村                     | 上郷村                           | 上郷村                                   | 上郷村                        | 昭和30年2月1日 米沢市に編入                 | 米沢市                      | 米沢市                | 米沢市 |
| 浅川村     | 浅川村                | 浅川村                | 浅川村                    | 浅川村                    | 上郷村                     | 上郷村                           | 上郷村                                   | 上郷村                        | 昭和30年2月1日 米沢市に編入                 | 米沢市                      | 米沢市                | 米沢市 |

## 行政
歴代郡長
| 代 | 氏名 | 就任年月日                | 退任年月日                | 備考                   |
| -- | ---- | ------------------------- | ------------------------- | ---------------------- |
| 1  |      | 明治11年（1878年）11月1日 |                           |                        |
|    |      |                           | 大正15年（1926年）6月30日 | 郡役所廃止により、廃官 |